# برنامه ۲۵ ساله همکاری‌های مشترک ایران و چین
برنامهٔ ۲۵ سالهٔ همکاری‌های مشترک ایران و چین یا به اختصار سند همکاری ایران و چین یک توافق سیاسی، استراتژیک و اقتصادی با جنبه‌های پنهان میان نظام جمهوری اسلامی ایران و جمهوری خلق چین برای سرمایه‌گذاری در صنعت نفت ایران، شرکت ملی صادرات گاز ایران، شرکت ملی صنایع پتروشیمی ایران، زیرساخت‌های ایران و همکاری نظامی، امنیتی، فرهنگی و قضایی است. ادعای «پترولیوم اکونومیست» آن است که حجم سرمایه‌گذاری معادل ۲۸۰ تا ۴۰۰ میلیارد دلار آمریکا است. بخش چشمگیری از این سرمایه‌گذاری چینی‌ها طی سال نخست اجرای قرارداد ۲۵ ساله با آن‌ها به صنعت نفت‌وگاز ایران تزریق می‌شود و مابقی آن به‌صورت مرحله‌ای و براساس توافق دو طرف از سوی پکن در ایران انجام می‌شود. این سند بخشی از طرح یک کمربند یک راه چین است.
طبق گفته امیرعبداللهیان وزیر امور خارجه ایران، این قرارداد از روز ۲۴ دی ماه ۱۴۰۰ وارد فاز اجرایی شد
آغاز بحث این توافقنامه به سفر شی جین پینگ، رئیس‌جمهور جمهوری خلق چین، به ایران در سال ۱۳۹۴ بر می‌گردد. از سال ۱۳۹۸، بستن این پیمان به‌طور جدی مورد بحث قرار گرفت و چند متن پیش‌نویس، میان دو کشور مبادله شد. درپایان حسن روحانی، رئیس‌جمهور ایران پیش‌نویس نهایی برنامهٔ ۲۵ سالهٔ همکاری‌های جامع ایران و چین را ۱ تیر ۱۳۹۹ در جلسه هیئت دولت بررسی و تأیید کرد. در آن نشست به وزارت امور خارجه ایران مأموریت داده شد که طی مذاکرات نهایی با طرف چینی، براساس منافع متقابل بلندمدت، این برنامه را به امضای طرف‌ها برساند. به گفتهٔ غلامرضا انصاری، معاون دیپلماسی اقتصادی وزارت خارجه جمهوری اسلامی، این سند، تنها اقتصادی نیست و سند نهایی در «در بخش‌های مختلف قضایی، مجلس و غیره دو کشور ورود کرده است.». به گفتهٔ وی اهداف این سند در مدت ۲۵ سال تکمیل می‌شود و قرار است معاملات با واحد پولی کشور چین یعنی «یوان» صورت گیرد. در ۷ فروردین ۱۴۰۰، این سند توسط محمدجواد ظریف و وانگ یی، وزرای خارجهٔ ایران و چین، امضا شد.
برخی منتقدان، این حرکت را نه به دلیل چرخش نظام جمهوری اسلامی به سمت شرق، بلکه نشانه ورود ایران به بازی قوانین بین‌الملل می‌دانند و آن را عقب‌نشینی از سیاست‌های چهل سال گذشته خود ارزیابی می‌کنند. برخی دیگر از منتقدان از آن با نام «قرارداد ترکمانچای» یاد کردند و عده‌ای آن را ناقض اصل ۷۷ قانون اساسی می‌دانند. همچنین شماری از نمایندگان مجلس از ابعاد «پنهان» این قرارداد ابراز نگرانی کرده‌اند. گروهی از منتقدان، از جمله، برخی سیاستمداران داخلی و مخالفان جمهوری اسلامی ایران در خارج از کشور از این توافق به‌ویژه با ادعای استقرار نیروی نظامی چینی و نیز واگذاری برخی جزایر جنوب ایران انتقاد کرده و به تبدیل ایران به مستعمره و وابستهٔ اقتصادی چین، هشدار دادند. همچنین منتقدان به این برنامه همکاری، این برنامه را نمونه‌ای از دیپلماسی قرض-تله چین خوانده‌اند و آن را به سود ایران ارزیابی نمی‌کنند. گروه دیگری نیز عملی‌شدن آنچه که اعلام‌شده را دور از واقعیت می‌دانند و تأکید می‌کنند که بر اساس تجربه، چین نشان داده است که دنبال منفعت خود است و هر جا که ببیند ممکن است منافعش صدمه ببیند، پا پس می‌کشد. از این رو، از نظر آن‌ها چین تحریم‌های آمریکا را هیچگاه برای ایران نقض نمی‌کند، همان‌طور که پس از تحریم‌های اخیر، چین بیش از نود درصد از خرید نفت خود از ایران را کاهش داده یا پروژه‌های نفتی را در ایران بدون اینکه به پایان برساند، رها کرده و رفته است.
مدافعان سند می‌گویند در این مرحله تنها یک توافق راهبردی برای تعیین چارچوب کلان همکاری تدوین شده و شامل اعداد و ارقام مورد بحث نمی‌باشد. این‌ها در آینده در قالب قراردادهای مشخص تدوین خواهد شد. در شرایطی که تحریم‌های آمریکا علیه ایران در راستای اعمال استراتژی فشار حداکثری به بیشترین میزان خود رسیده است و منجر به بحران اقتصادی در ایران شده است، توافق بلندمدت با چین راه نجاتی برای ایران دربرابر تحریم فزاینده اقتصادی به‌شمار می‌رود و می‌توانست منجر به ناکامی سیاست فشار حداکثری دونالد ترامپ، رئیس‌جمهور ایالات متحده، به منظور تسلیم ایران باشد. چنان‌که سخنگوی دولت ایران در حمایت از این توافق اعلام کرده است: «سیاست‌های آمریکا برای انزوای ایران و قطع روابط بین‌المللی ما شکست خورده است.»

## پیشینه

### طرح یک کمربند و یک جاده

چین به رنگ قرمز و اعضای بانک سرمایه‌گذاری زیربنایی آسیا به رنگ نارنجی و شش شاهراه اقتصادی به رنگ سیاه و آبی

طرح راه ابریشم جدید یا طرح یک کمربند و یک جاده، یک طرح سرمایه‌گذاری در زیربناهای اقتصادی بیش از ۶۰ کشور جهان و توسعهٔ دو مسیر تجاری «کمربند اقتصادی راه ابریشم» و «راه ابریشم دریایی» است که توسط چین در سال ۲۰۱۳ ارائه شده است. پشتوانهٔ این طرح قدرت صنعتی اقتصاد چین و توان سرمایه‌گذاری آن است. این طرح می‌تواند به همراه قدرت نظامی چین، به هژمونی این کشور در آسیای شرقی بینجامد و در نهایت با توافق بر مسیرهای تجاری خشکی و آبی اوراسیا، چین را به سوی قدرت برتر در اقتصاد جهانی رهنمون کند. موافقان این طرح، آن را راهی برای شکاف زیرساخت‌ها میان کشورهای توسعه‌یافته و کشورهای درحال توسعه، کمک به رشد اقتصادی این کشورها و رونق تجارت بین‌المللی می‌دانند. اما مخالفان آن را طرحی استعماری می‌دانند که بسیاری از کشورهای هدف، توان بازپرداخت بدهی‌ها را ندارند و قراردادهای آن شفاف نیست. از نظر این دسته کارشناسان، پیشینه‌های چین در در سرمایه‌گذاری در کشورهای دیگر نگران‌کننده است، زیرا کشورهایی همچون سریلانکا و پاکستان به علت نوع قرارداد و ناتوانی برای پرداخت بدهی، مهم‌ترین بنادر خود را به‌صورت اجارهٔ بلندمدت ۴۳ و ۹۹ ساله در اختیار چین قرار داده‌اند. این واگذاری‌ها نیز موجب ایجاد بحران‌های سیاسی در این کشورها شده است و امروزه این معاهده‌ها در کشورهای مذکور «معاملات گران‌تر از ارزش واقعی و به نفع چین» خوانده می‌شود.
چین از طرحی ۹۰۰ میلیارد دلاری برای سرمایه‌گذاری در زیرساخت‌های اقتصادی جهان به منظور گسترش جهانی‌شدن و توسعهٔ بازارها رونمایی کرده است. این طرح بزرگ‌ترین طرح سرمایه‌گذاری است که تاکنون توسط یک کشور ارائه شده است.
در این راستا، چین پیشتر در راستای توسعه جای پای تجاری و نظامی خود در منطقه اقیانوس هند و دریای عمان، قرارداد بلندمدتی را با پاکستان برای توسعه و بهره‌برداری از بندر گوادر بسته است که احتمال می‌رود منجر به ایجاد یک پایگاه نظامی برای اشراف بر آبراه آن منطقه نیز بشود. در چنین شرایطی ایران هم به جهت تجارت زمینی و هم دریایی برای توسعه طرح راه ابریشم جدید چین ارزش راهبردی دارد و فشار اقتصادی آمریکا بر ایران، این کشور را بیشتر به چین مرتبط کرده است، به طوری که در سال ۲۰۱۹ یک سوم کل تجارت انرژی ایران با چین بوده است. چین در نظر دارد از طریق خط لوله گاز و نفت خلیج فارس را از مسیر پاکستان به مناطق شمالی خود ببرد. همچنین، رقابت راهبردی چین و هند بر سر دسترسی به مسیر تجاری و انرژی منطقه آسیای مرکزی و غربی، جایگاه ایران را هم به جهت ترانزیت کالا و هم تأمین انرژی در مرکز بازی بزرگ ژئوپلیتیک سده ۲۱ قرار داده است.

### گاه‌شمار
- در سال ۱۳۹۴ و ۱۱ روز پیش از انعقاد برجام، شی جین پینگ رئیس‌جمهور جمهوری خلق چین در سفرش به تهران اعلام کرد که برای یک همکاری راهبردی ۲۵ در ابعاد مختلف توافقی میان رهبران دو کشور حاصل شده است. در سوم بهمن‌ماه ۱۳۹۴، متن پیش‌نویس اولیهٔ توافق‌نامه جامع همکاری میان ایران و چین در حوزه‌های «سیاسی»، «اجرایی»، «انسانی و فرهنگی»، «قضایی، امنیتی و دفاعی» و «منطقه‌ای و بین‌المللی» به زبان انگلیسی منتشر شد. البته این سند فاقد اعداد و ارقام بود.[۴۲]
- در سال ۱۳۹۶ ایران در اجلاس راه ابریشم جدید در سطح وزیر اقتصاد و امور دارایی، علی طیب نیا، شرکت کرد. این اجلاس با حضور دبیرکل سازمان ملل، رئیس بانک جهانی و همچنین رئیس صندوق بین‌المللی پول و ۲۸ نفر از سران کشورها برگزار شد.[۴۳]
- تا اواخر سال ۱۳۹۷ دولت ایران اقدام خاصی برای پیشبرد توافق انجام نمی‌دهد.[۴۴]
- در اسفندماه ۱۳۹۷ بخش‌هایی از قرارداد راهبردی ۲۵ ساله میان ایران و چین از سوی یک عضو هیئت رئیسهٔ مجلس علنی شد.[۴۵]
- در مرداد ۱۳۹۸ علی لاریجانی، رئیس مجلس شورای اسلامی، اعلام کرد که ایران یک برنامهٔ همکاری ۲۵ ساله با چین تدوین کرده است.[۴۶] همچنین در شهریور سال ۱۳۹۸ اعلام می‌شود که ایران پیش‌نویس اولیه دربارهٔ سند ۲۵ ساله را به مقامات چینی ارائه می‌دهد.[۴۴] «پترولیوم اکونومیست» آن زمان مدعی شد به بخش‌های مفصل‌تری از این قرارداد دست یافته است.[۴۵]
- چین نظر خود دربارهٔ نسخهٔ تهیه‌شده توسط ایران را در فروردین ۱۳۹۹ ارائه می‌دهد و در ۱ تیر این سال، نسخهٔ پیشنهادی به تصویب دولت می‌رسد و خبر آن توسط علی ربیعی، سخنگوی دولت، اعلام می‌شود.[۴۷]
- در تیر ۱۳۹۹ محمود احمدی‌نژاد، رئیس‌جمهور پیشین ایران، نسبت به مخفیانه بودن مفاد قرارداد ایران با چین انتقاد کرد و آن را خلاف منافع ملی دانست.[۴۸]
- در ۷ فروردین ۱۴۰۰، این سند توسط محمدجواد ظریف و وانگ یی، وزرای خارجهٔ ایران و چین، امضا شد.[۱۵]

### سطح شراکت تعاملات تجاری

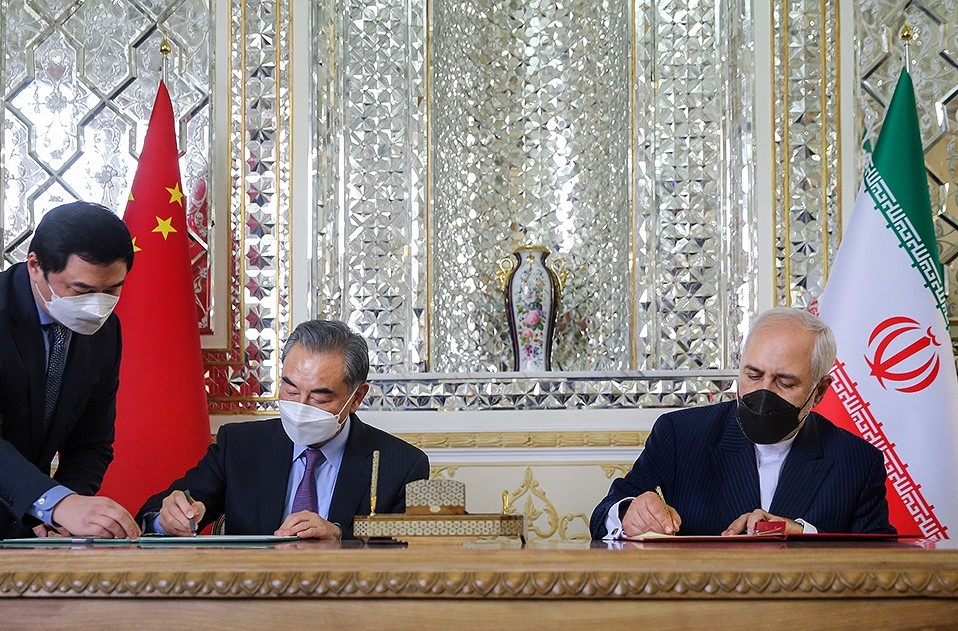
وانگ و ظریف در حال امضای سند در ۷ فروردین ۱۴۰۰

نکتهٔ دیگر در بررسی روند صادرات و واردات ایران میان سال‌های ۱۳۸۸ تا ۱۳۹۸، افزایش نقش کشورهای روسیه و چین است. واردات ایران از روسیه در سال ۱۳۸۸ برابر با ۸۹۷ میلیون دلار بود که این کشور را در رتبهٔ چهاردهم قرار می‌داد. این رقم در سال ۱۳۹۷ به ۱٬۳۴۳ میلیون دلار رسیده و روسیه را به جایگاه هشتمین واردکننده به ایران رسانده است.
همچنین چین که در سال ۱۳۸۸ و با فاصلهٔ بسیار نسبت به امارات متحدهٔ عربی، دومین کشور واردکنندهٔ کالا به ایران بود (۴٬۸۳۹ میلیون دلار و تقریباً برابر با یک‌سوم کل واردات از کشور امارات)، از سال ۱۳۹۳، به نخستین واردکننده به ایران تبدیل شده است. واردات چین به ایران در سال ۱۳۹۷ برابر با ۱۰٬۳۱۵ میلیون دلار و یک‌ونیم برابر واردات از کشور امارات متحدهٔ عربی است. به‌طور متوسط از سال ۱۳۹۳ تا سال ۱۳۹۸، یک‌چهارم کل واردات ایران توسط کشور چین تأمین شده است.
بجز تجارت، چین یک سرمایه‌گذاری اصلی در اقتصاد ایران است و بیش از صد شرکت بزرگ چینی در بخش‌های اصلی اقتصاد ایران، به‌ویژه انرژی و ترابری، سرمایه‌گذاری کرده‌اند. دولت چین یک وام ده میلیارد دلاری به شرکت‌های چینی، برای توسعه زیرساخت‌هایی نظیر سد، نیروگاه و مسیر ریلی داده است. چین جهت تسهیل تجارت خود با ایران و ترانزیت کالا از طریق ایران، در توسعه خط آهن برقی تهران-مشهد سرمایه‌گذاری کرده است تا مدت زمان دوازده روزه حمل کالا از شانگهای تا تهران را کاهش دهد. با این حال با اعمال تحریم‌های ثانویه آمریکا از سال ۲۰۱۸، تجارت چین با ایران تنزل یافته است. هرچند چین همچنان از ایران نفت وارد می‌کند، با این حال سطح تجارت دو کشور در سال ۲۰۱۹ نسبت به سال پیش از آن به یک سوم تنزل یافت و به ۲۳ میلیارد دلار رسید.

### نقش علی خامنه‌ای و بیت رهبری

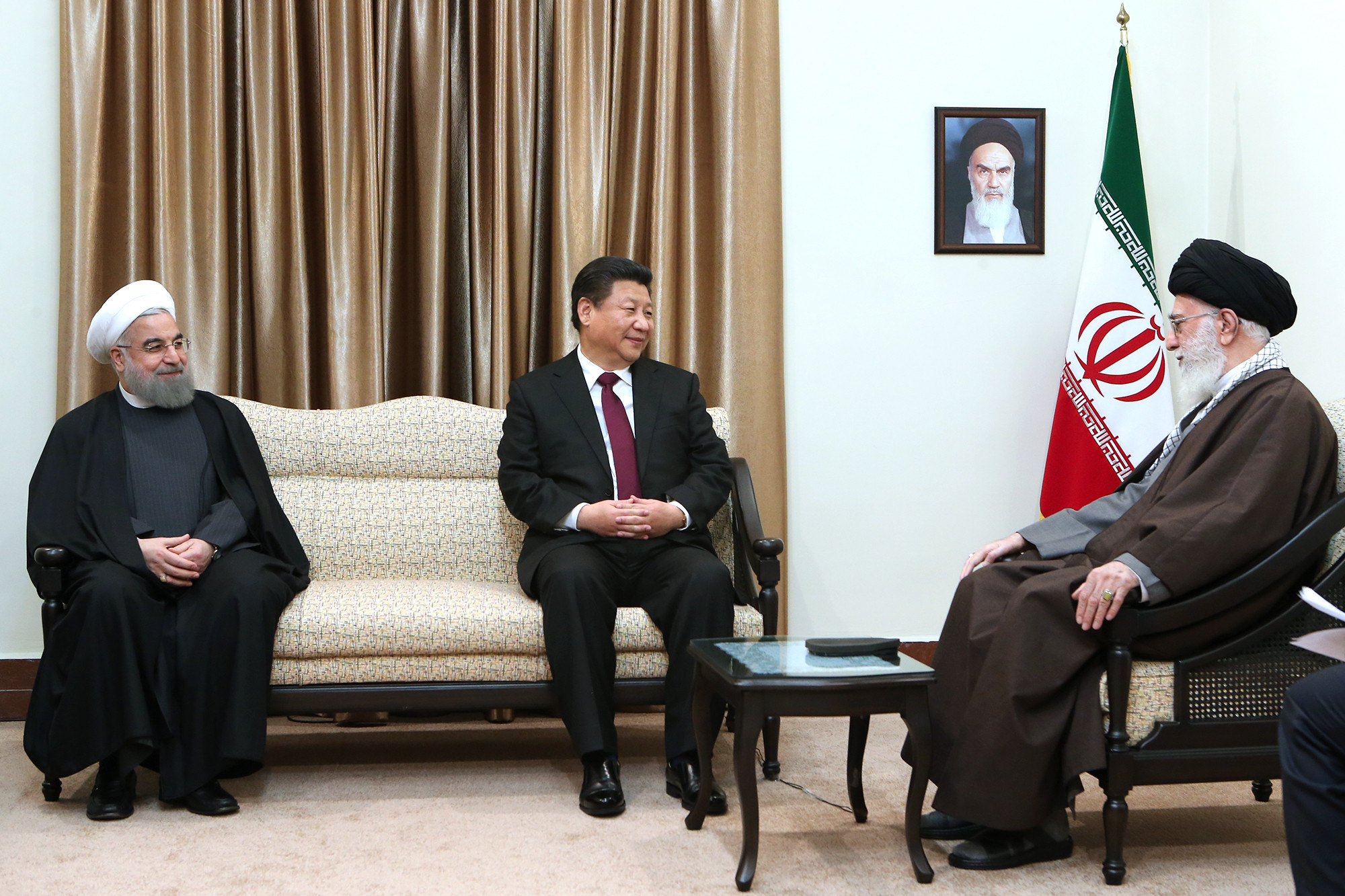
سید علی خامنه‌ای در خانه‌اش با حضور حسن روحانی با شی جین پینگ دبیرکل حزب کمونیست و رهبر دفاکتو جمهوری خلق چین دیدار می‌کند، ۳ بهمن ۱۳۹۴

غلامرضا مصباحی‌مقدم عضو مجمع تشخیص مصلحت نظام اعلام کرد که سند همکاری ۲۵ ساله با چین پیش از تحریم‌ها و زمانی شکل گرفته است که رهبر جمهوری اسلامی پیام خاصی و فرد خاصی را به چین فرستاد و با رئیس‌جمهوری چین گفتگو کرد و تا پیش از این، عزمی در رفتار دولت روحانی در رابطه با روسیه و چین وجود نداشته است. به علاوه، در پشت صحنه کوتاهی یک برنامه تلویزیونی ایران، مجیدرضا حریری رئیس اتاق بازرگانی ایران و چین می‌گوید که «ما پیام نظام را به چینی‌ها دادیم نه پیام دولت». به گفتهٔ وی «آن‌ها می‌دانند که دولت کاره‌ای نیست». او همچنین در این برنامه می‌گوید که «علی لاریجانی با پیام کتبی علی خامنه‌ای به چین رفته است» و «رهبری علی لاریجانی و حسین آقامحمدی مشاور اقتصادی‌اش را به چین فرستاد تا پیام نظام برای بازسازی روابط اقتصادی را ببرند». وی همچنین افزود که «کلمه به کلمه مذاکرات با رهبر «چک» می‌شده».

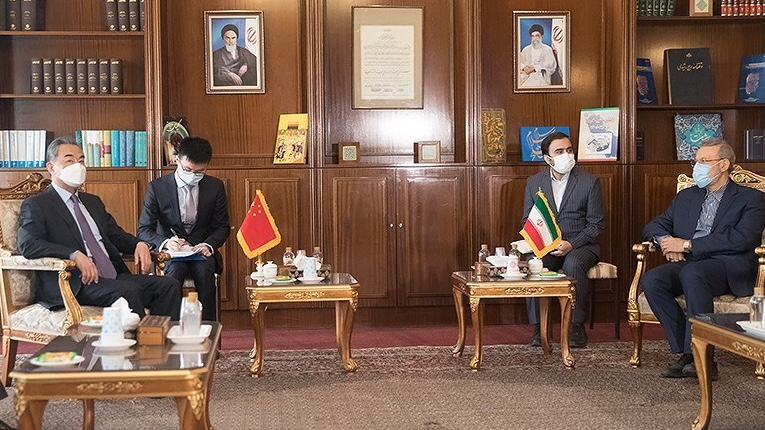
وانگ یی پیش از دیدار با ظریف برای امضای سند با علی لاریجانی مسئول پیگیری سند همکاری ایران و چین ملاقات می‌کند.

پنج شنبه ۹ مرداد ۱۳۹۹ منصور حقیقت‌پور، مشاور علی لاریجانی، در روزنامه شرق اظهار کرد او مدنظر علی خامنه‌ای برای پیگیری این قرارداد مهم بوده تا مناسبات ایران و چین در این قرارداد مدیریت شود و در نتیجه یک سند «اجرایی و عملیاتی» پدید آید. مشاور او اضافه کرد خامنه‌ای به علی لاریجانی اعتماد بالایی داشته و «نقش ویژه‌ای» را در ایجاد این توافق بازی می‌کرده است. در مهر ۹۹، محمود واعظی، تأیید کرد که علی لاریجانی «مسئول پیگیری سند همکاری راهبردی ایران و چین است.».

### عضو شدن در سازمان همکاری شانگهای
برای چین، هم سازمان همکاری شانگهای و هم برنامه ۲۵ ساله با ایران بخشی از طرح یک کمربند-یک جاده محسوب می‌شود؛ از این رو احتمال می‌رود که در آینده نزدیک درخواست ایران برای عضویت دائم در این سازمان تکرار و با موافقت همه اعضاء آن رو به رو شود.

### خروج آمریکا از برجام و سیاست فشار حداکثری
از دیدگاه واشینگتن پست سیاست فشار حداکثری آمریکا علیه ایران که بعد از خروج این کشور از برجام در سال ۲۰۱۸ اتخاذ شد، همزمان با جنگ تجاری با چین، ایران را به سوی چین رانده است و ایران برای نجات اقتصاد خود و چین برای توسعه نفوذ خود در منطقه خاورمیانه و دستیابی به امنیت انرژی دست همکاری به هم داده‌اند. به گفتهٔ نعیمه دوستدار، خروج آمریکا از برجام به حکومت ایران فرصتی را داده است تا با استفاده از آن ناتوانی خود در تأمین مطالبات مردم را به گردن آمریکا بیندازد و با بی‌نیاز دانستن خود از پاسخ‌گویی به غرب، بر نقض حقوق بشر در ایران و سرکوب اجتماعی و ایجاد تضییقات بیشتر برای فعالان سیاسی و مدنی، بیفزاید. به نوشتهٔ فرناز فصیحی خبرنگار ایرانی در نیویورک تایمز، در شرایطی که تحریم‌های آمریکا علیه ایران در راستای اعمال استراتژی فشار حداکثری به بیشترین میزان خود رسیده و منجر به سقوط ارز شده است، توافق بلندمدت با چین از منظر حامیان آن، تنها راه نجات باقی مانده برای اقتصاد ایران است. به گفتهٔ امیر طاهری دولت چین خواستار تحمیل یک رابطهٔ کلاسیک استعماری با ایران است و از سویی دیگر چین همین رابطه را با بیش از ۳۰ کشور آسیایی و آفریقایی برقرار کرده است تا هم نیاز خود به مواد خام را تأمین کند و هم بازارهای لازم برای صنایع خود را به دست آورد. به نوشتهٔ تایم هرچند این توافقنامه نه چندان که گفته می‌شود برای ایران ثمربخش خواهد بود و نه این کشور چندان در تأمین انرژی چین و فراهم سازی مسیری در نقشه راه ابریشم جدید عاملی حیاتی است، با این حال این توافق نشان دهنده محدودیت اثربخشی خط مشی فشار حداکثری ترامپ جهت تسلیم ایران در برابر خواست آمریکا است. به گفتهٔ علی مطهری، بخشی از حکومت از ابتدا مایل به اجرای برجام نبود و در نتیجه برای خروج از برجام تنش ایجاد کرد. این در حالی است که بنابر گزارش آژانس بین‌المللی انرژی اتمی، دولت ایران تعهدات خود را در برجام به‌طور کامل انجام داده بود.

بنابر آمار ارائه شده توسط شرکت کپلر، فروش نفت ایران پس از خروج آمریکا از توافق هسته‌ای برجام، به میزان ۴۰۰ هزار بشکه در روز کاهش یافته است که این رقم از حجم فروش نفت ایران در دوران جنگ ایران و عراق هم پایین‌تر است. این درحالی است که فروش نفت ایران پس از توافق برجام چیزی حدود ۲ میلیون و ۸۰۰ هزار بشکه در روز بوده است. از دیگر سو هند به عنوان عمده‌ترین خریدار نفتی ایران، پس از عدم تمدید معافیت خرید نفت ایران توسط آمریکا، خرید نفت از ایران را متوقف کرد. حتی در مقاطعی از سال ۲۰۱۹ میلادی، ایران فروش نفت زیر ۱۰۰ هزار بشکه در روز را نیز تجربه کرده است. بر همین اساس مطابق با برآوردهای برخی کارشناسان، کسری بودجه دولت در سال ۱۳۹۹ حداقل ۲۰۰ هزار میلیارد تومان تخمین زده شده که به‌نظر می‌رسد این موضوع علت اصلی استقراض ۱۰ هزار میلیارد تومانی دولت از بانک مرکزی است. در ۲۳ آبان ۱۳۹۸ حسن روحانی به کسری بودجهٔ ۳۰۰ هزار میلیارد تومانی دولت اذعان کرد و گفت:
«بالاترین درآمد مالیاتی که برای سال آینده پیش‌بینی شده، ۱۵۰ هزار میلیارد تومان است؛ اما برای اداره کشور به ۴۵۰ هزار میلیارد تومان نیاز است و حال باید پرسید ۳۰۰ هزار میلیارد تومان باقی‌مانده را باید از کجا آورد»

## پیش‌نویس سند
هنوز دقیقاً ابعاد قرارداد اعلام نشده است اما برخی از سرمایه‌گذاری ۴۰۰ میلیارد دلاری چینی‌ها در صنایع مختلف ایران در این قرارداد ۲۵ ساله سخن می‌گویند، «پترولیوم اکونومیست» حجم سرمایه‌گذاری چینی‌ها در ایران را مطابق با قرارداد ۲۵ ساله، معادل ۲۸۰ تا ۴۰۰ میلیارد دلار خوانده است. براساس این قرارداد بناست چینی‌ها در صنعت نفت، گاز، پتروشیمی، زیرساخت ترابری، کشاورزی و … سرمایه‌گذاری گسترده‌ای انجام دهند.
سایت انصاف‌نیوز و برخی از رسانه‌های ایران، بخش‌هایی از پیش‌نویس سند را منتشر کردند. بی‌بی‌سی فارسی در گزارشی گفته که این نسخه با نسخه انگلیسی‌ای که چهار سال پیش (۲۰۱۶)، سایت دولت منتشر کرده هماهنگ بوده، اما مفصل‌تر از نسخه ۲۰۱۶ است.
1. همکاری نظامی و امنیتی دوجانبه؛ تبادل تجربیات نظامی و رزمایش مشترک؛
2. مشارکت در ایجاد و تجهیز مخازن ذخیره نفت، گاز و محصولات پتروشیمی دو طرف: عرضه پایدار نفت خام به چین، مشارکت در ساخت و تجهیز مخازن ذخیره‌سازی نفت و افزایش صادرات پتروشیمی به چین؛
3. تشویق مشارکت شرکت‌های چینی در سرمایه‌گذاری و تأمین مالی طرح‌های برق، انرژی، آب و فاضلاب؛
4. تکمیل راه‌آهن شرق غرب ایران، و ایجاد راه‌آهن زیارتی پاکستان، ایران، عراق و سوریه و همین‌طور راه‌آهن شمال به جنوب؛
5. توسعه و ساخت فرودگاه‌ها، خرید محصولات هوایی تولید مشترک ایران و چین؛
6. توسعه سواحل مکران؛ توسعه بندر جاسک، تأسیس شهر صنعتی و ساخت پالایشگاه و صنایع پتروشیمی؛
7. ساخت شهر هوشمند در مکران و تیس؛
8. تشویق شرکت‌های چینی به سرمایه‌گذاری در مناطق آزاد ایران از جمله قشم، اروند و ماکو؛
9. توسعه بلندمدت جزایر منتخب با هدف گردشگری؛
10. سرمایه‌گذاری بلندمدت چین در صنعت پالایشگاهی در بندر جاسک و ساخت بندر جاسک؛
11. سرمایه‌گذاری بلندمدت در شهرک پتروشیمی چابهار؛
12. ایجاد منطقه مشترک فرامرزی در کشور ثالث؛
13. طراحی شهرک صنعتی تولید خودرو؛ همکاری میان شرکت‌های خودروساز ایران و چین به‌منظور انتقال فناوری و تولید مشترک برای عرضه در بازار دو کشور و کشورهای ثالث از طریق ایجاد چرخه‌های تولید[۷۸]
14. تشویق سرمایه‌گذاری در بهره‌برداری از معادن مس، سنگ آهن، فولاد و صنایع آلیاژی؛
15. توسعه مجتمع‌های کشتی‌سازی و لوازم خانگی؛
16. سرمایه‌گذاری در خط متروی ۱۰ کلان‌شهر ایران؛
17. مرمت و احیای بافت‌های تاریخی؛
18. همکاری سیاسی در مجامع، سازمان‌ها و نهادهای منطقه‌ای و بین‌المللی؛
19. تشویق به سرمایه‌گذاری در کشاورزی، شیلات و آبخیزداری؛
20. سرمایه‌گذاری در حوزهٔ آموزش و تبادل دانشجو؛
21. سرمایه‌گذاری و توسعه بخش بهداشت و درمان؛
22. همکاری در زمینه فناوری و ارتباطات راه دور، توسعه نسل پنجم ارتباطات از راه دور، پروژه مشترک توسعه و تقویت زیرساخت‌های اطلاعاتی و ارتباطاتی، موتور جستجوگر، پست الکترونیک و پیام‌رسان‌های اجتماعی.

روز ۲۹ مهر ۱۳۹۹، روزنامه دنیای اقتصاد ادعا کرد بخشی از مشارکت ایران و چین در صنعت خودروسازی خواهد بود و در سه بخش تمرکز خواهد داشت:
- «همکاری میان شرکت‌های خودروساز ایران و چین به‌منظور انتقال فناوری و تولید مشترک برای عرضه در بازار دو کشور و کشورهای ثالث از طریق ایجاد چرخه‌های تولید»
- «مشارکت شرکت‌های خودرویی چینی با دو خودروساز بزرگ ایرانی مانند اشتراک‌گذاری دانش فنی در زمینه ایجاد پلت‌فرم‌های مشترک و غیره»
- «طراحی شهرک صنعتی خودرو و صنایع مرتبط، با تمرکز بر به‌کارگیری فناوری انرژی تجدیدپذیر»

### ادعای حکومت
بنابر نظرات حسن روحانی، رئیس‌جمهور ایران در دولت دوازدهم این همکاری، زمینه‌ای برای مشارکت ایران و چین در پروژه‌های اساسی و زیرساخت‌های توسعه‌ای ازجمله طرح بزرگ «یک کمربند یک راه» است و آن را فرصتی برای جلب سرمایه‌گذاری در حوزه‌های اقتصادی از جمله صنعت، گردشگری، فناوری اطلاعات و ارتباطات بیان کرد. در پیش‌نویسی که به‌صورت محدود در مورد این قرارداد منتشر شده، به همکاری‌های نظامی، دفاعی و امنیتی نیز اشاره شده است. به گفتهٔ دستیار وزیر خارجه در امور آسیای شرقی صحبت از یک پیش‌نویس چینی به میان آمده است که پیش‌نویس چینی پس از پیش‌نویس ایرانی تهیه شده است و به گفتهٔ او «درصد بالایی» از پیش‌نویس ایرانی را پذیرفته است.
دستیار وزیر خارجه در امور آسیای شرقی در یک مصاحبه گفت:... مکانیسمی خاص خودمان تعریف کرده‌ایم که پول و کالا مبادله می‌شود.
محمود احمدی بیغش نمایندهٔ مجلس شورای اسلامی در ۲۶ تیر ۱۳۹۹، در یک برنامه تلویزیونی که از شبکه یک صدا و سیمای جمهوری اسلامی پخش شد اخبار منتشر شده دربارهٔ طرح واگذاری جزایر ایرانی به چین به عنوان بخشی از قرارداد ۲۵ ساله را تأیید کرد و گفت که «من اعتقاد دارم که واگذاری جزایر [در این قرارداد] بوده» و صحت دارد. احمدی بیغش تأکید کرد که در این قرارداد موضوع «واگذاری [جزایر] مطرح بوده است اما حرکت مردم و مجلس به نظر من جلوی آن را گرفت.» او گفت که «واگذاری» به معنای «دادن اختیار تام جزایر به چین» در قرارداد ۲۵ ساله وجود دارد و «چینی‌ها در اصل مقرر بود اختیار جزایر را بگیرند ولی این اتفاق انشاءالله نخواهد افتاد.» محمود احمدی بیغش، روز شنبه ۲۸ تیر ۱۳۹۹، در مصاحبه با برخی رسانه‌های ایران، گفت اظهارات منتشرشده را تکذیب می‌کند. احمدی بیغش در گفتگوی کوتاه خود با خبرگزاری تسنیم گفت: «آن طوری نگفتم، تحریف شده»، «آن گفته را قبول ندارم» و «اگر هم گفتم تکذیب می‌کنم». وی به وب‌سایت خبرآنلاین هم گفته عبارتی را که به کار برده «خلط کلامی» بوده و «طرح این موضوع بیشتر شبیه به یک دیوانگی است».در همین حال پیش از اینکه این نماینده اظهارات پیشین خود را پس بگیرد؛ وزارت خارجه جمهوری اسلامی، در بیانیه‌ای که روز شنبه ۲۸ تیر ۱۳۹۹ منتشر کرد، سخنان وی را «از اساس کذب» خوانده و با اشاره به «ضربه شدید این سخنان به منافع ملی»، خواستار «رسیدگی شایسته هیئت رئیسه مجلس» شده بود.

### گمانه‌زنی‌ها
به نوشتهٔ بی‌بی‌سی فارسی چهار روایت عمده از این سند همکاری ارائه شده است:
1. متن انگلیسی که دولت ایران ژانویه ۲۰۱۶ از تفاهم در ۲۰ بند منتشر کرد و شامل کلیات همکاری از حوزه نفت، ترابری، شیلات، کشاورزی تا همکاری نظامی می‌شود.
2. روایت نشریه اقتصادی پترولیوم اکونومیست در اوت ۲۰۱۹ که جزئیات بیشتری را با عدد و رقم قرارداد ارائه می‌دهد.
3. روایت منتقدان قرارداد که آن را واگذاری منابع طبیعی ایران می‌دانند و شامل واگذاری جزایر جنوبی ایران تا حق ماهیگیری نامحدود و بهره‌برداری از نفت و گاز و دیگر منابع می‌شود.
4. متنی که به تازگی در چند رسانه ایرانی منتشر شده و کلیات تفاهم را مفصل‌تر از متن انگلیسی دولت شرح می‌دهد. این متن که در آن عدد و رقم وجود ندارد، نشان دهنده وسعت دربرگیری قرارداد از تفاهم اقتصادی، زیرساخت‌های ترابری، نفت و انرژی، شیلات، کشاورزی تا بانکداری و تفاهم‌های امنیتی‌نظامی است.[۱۸]

بخش‌هایی از قرارداد راهبردی ۲۵ ساله میان ایران و چین در اسفند ۱۳۹۷ از سوی یک عضو هیئت رئیسهٔ مجلس علنی شد و اما بخش‌های مفصل‌تری از این قرارداد در سپتامبر سال گذشته توسط وبگاه «پترولیوم اکونومیست» فاش گردید. در گزارش پترولیوم اکونومیست گفته شده است که چینی‌ها قرار است در قالب توافق شراکت جامع استراتژیک با ایران ۲۸۰ میلیارد دلار در صنعت نفت و گاز ایران سرمایه‌گذاری کنند. همچنین طرف چینی ۱۲۰ میلیارد دلار در حوزهٔ توسعهٔ زیرساخت‌های تولید و ترابری در ایران سرمایه‌گذاری می‌کند که بخش چشمگیری از این سرمایه‌گذاری هم در پنج سال نخست انجام خواهد شد و مابقی آن دوره‌ای و براساس توافق دو کشور به بخش صنعت و حوزهٔ ترابری ایران تزریق می‌شود. در مقابل، طرف چینی نفت و گاز را با سی درصد تخفیف و با مهلت باز پرداخت دوساله از ایران خریداری می‌کند و می‌تواند بازپرداخت را با یوآن چینی انجام دهد. دو سوم مبلغ خرید نقد خواهد بود و یک سوم به شکل کالا و خدمات. بر اساس این قرارداد، همچنین شرکت‌های چینی در تمامی پروژه‌های مربوط در ایران حق تقدم دارند.
تارنمای پترولیوم اکونومیست مدعی شد که در سفر وزیر امور خارجهٔ ایران، تهران و پکن توافقی را که در سال ۲۰۱۶ به نام «مشارکت جامع استراتژیک چین و ایران» با رقم ۴۰۰ میلیارد دلار امضا کرده بودند، توسعه داده و بندهای غیرعلنی به آن افزوده‌اند. در واقع قرار نیست بخش‌هایی از این توافق جدید به صورت عمومی علنی شود.

### پنهان‌کاری‌ها
چند روز پس از تصویب پیش‌نویس برنامه ۲۵ ساله همکاری ایران و چین محمود احمدی‌نژاد، رئیس‌جمهور پیشین ایران در تاریخ ۷ تیر ۱۳۹۹ بدون نام بردن از این سند، نسبت به قراردادی که مخفیانه با طرف‌های خارجی منعقد شود و «برخلاف منافع کشور و ملت باشد» هشدار داد. در ادامه روزنامه جمهوری اسلامی در سرمقاله روز سه‌شنبه ۱۷ تیر ۱۳۹۹ در انتقاد از پنهان نگاه داشتن محتوای این سند از افکار عمومی نوشت یک سال است که ایران و چین در حال تلاش برای نهایی کردن سند ۲۵ ساله‌اند و بی‌اطلاعی مردم ایران را مورد انتقاد قرارداد و عنوان کرد که در زمانی که بحث‌های مربوط به سند همکاری ۲۵ سال ایران و چین مطرح است، دولت چین اعلام می‌کند که نفت عربستان را جایگزین نفت ایران کرده است. این روزنامه دولت محمود احمدی‌نژاد را متهم به عقد قرارداد «ترکمانچای ارزی» در سال ۱۳۸۷ با دولت چین کرد.
به ادعای تجارت نیوز هیچ منبع رسمی ایرانی، از جزئیات این قرارداد خبری نداده است و از عملکرد دولت در گردش اطلاعات دقیق و درست انتقاد کرده است، این خبرگزاری همچنین از بی‌اطلاعی از زمان آغاز مذاکرات و نبود اطلاعات از وضعیت امضای قرارداد، در جریان بودن مذاکرات آن، در دسترس نبودن متن قرارداد و ضمائم آن چنین روندی را مورد انتقاد قرار داده است.
محمود احمدی بیغش نمایندهٔ شازند مجلس شورای اسلامی پنهان‌کاری دولت در رابطه با برجام را مورد انتقاد قرار داد و خواستار در جریان قرار گرفتن نمایندگان و قصد دولت از این قرار داد شد.

## تأثیرات احتمالی

### تقویت منافع استراتژیک هر دو کشور ایران و چین
به گفته شورای سردبیران روزنامه آمریکایی وال استریت ژورنال، این (سند همکاری جامع ایران و چین) باعث تقویت منافع استراتژیک هر دو کشور ایران و چین خواهد شد.

### واگذاری توسعه تجهیزات و تأسیسات ایران به چین
نشریهٔ اویل‌پرایس به عنوان نشریه‌ای تخصصی در حوزهٔ نفت، در گزارشی اعلام کرد که به بخش‌هایی از جزئیات این توافق‌نامه توانسته است که دست پیدا کند. در این گزارش گفته شده است که افزون‌بر حوزه‌های نفت و ترابری، توسعهٔ تجهیزات و تأسیسات نظامی ایران به چین واگذار می‌شود و هواپیماها و کشتی‌های نظامی چینی و روسی، قادر به بهره‌برداری از تأسیسات توسعه‌یافته خواهند بود. براساس گزارش پترولیوم اکونومیست حکومت چین می‌تواند تا ۵٬۰۰۰ نیروی امنیتی چین را با هدف محافظت از سرمایه‌گذاری خود به ایران بیاورد.

### دسترسی چین به بندرهای ایران و ایجاد شبکه ۵G در ایران
به نوشتهٔ روزنامه مشرق و تریبون پاکستان این پتانسیل وجود دارد که سرمایه‌گذاری پکن هر ۵ سال افزایش یابد. شرکت هوآوی چین هم قرار است زیرساخت ایجاد شبکه مخابراتی ۵G را در ایران کلید بزند. از طرف دیگر چینی‌ها می‌توانند در قالب توافق با ایران به بندرهای این کشور در ساحل خلیج‌فارس و تنگه هرمز نیز دست پیدا کنند.

### مقایسه با قرارداد ترکمنچای
بسیاری از مخالفان جمهوری اسلامی ایران که این توافق را «استعماری» و «برخلاف منافع ایران» می‌دانند، از آن به عنوان «قرارداد ترکمنچای» یاد کرده‌اند و عده‌ای آن را ناقض اصل ۷۷ قانون اساسی ایران می‌دانند. همچنین شماری از نمایندگان مجلس از ابعاد «پنهان» این قرارداد ابراز نگرانی کرده‌اند. اسپوتنیک، خبرگزاری دولتی روسیه قرارداد میان چین و ایران را «توافقنامهٔ جدید ترکمنچای» نامید که «تلاشی است از سوی تهران برای وادار کردن پکن به وتو پیش‌نویس قطعنامهٔ شورای امنیت سازمان ملل برای تمدید تحریم تسلیحاتی علیه ایران.» حساب توئیتری فارسی‌زبان وزارت امور خارجهٔ ایالات متحده نیز این توافق را «ترکمنچای دوم» نامیده و گفته است که حکومت تهران می‌ترسد جزئیات آن را برملا کند چراکه «هیچ بخشی از آن به سود مردم ایران نیست.»

### واگذاری منابع آبی و جزایر ایران
حسن نوروزی، نمایندهٔ رباط کریم در مورد واگذاری جزیرهٔ کیش به چینی‌ها، به رئیس‌جمهور ایران هشدار داد و بابت واگذاری جزیرهٔ کیش به مدت ۲۵ سال و امتیاز صید ماهی در آب‌های جنوب ایران به دولت چین نیز ابراز نگرانی کرد و گفت که «مذاکره‌هایی نیز دربارهٔ دریای خزر انجام شده است». در مقابل مقامات دولتی واگذاری کیش و امتیاز صید بی‌رویهٔ ماهی به چینی‌ها را رد کردند؛ سید عباس موسوی سخنگوی وزارت امور خارجه در توییتی با رد ادعای واگذاری جزایر ایرانی چنین نظراتی را «دروغ پردازی و انتشار اطلاعات غلط» خواند.

### بهره‌برداری از معادن طلا
بر پایه گزارش برخی از منابع، بهره‌برداری حکومت چین از معادن طلا، بخشی از توافق ۲۵ ساله جمهوری اسلامی با جمهوری خلق چین است.

### احتمال فروش نفت ایران به چین به بهای بسیار پایین
یکی از تأثیرات احتمالی این پیمان‌نامه، فروش نفت ایران به چین، به بهای بسیار پایین یا با تخفیف بسیار است.

### تغییر در ژئو اکونومیک جنوب و غرب آسیا
نشریات هندی توافق ایران و چین از یک سو و همزمان اعلام پایان همکاری ایران با هند در طرح توسعه چابهار به علت تأخیر این کشور را، به منزلهٔ شکست راهبردی هند در رقابت با چین برای دسترسی به بازار انرژی و نیز دسترسی به راه‌های تجاری بین‌المللی از طریق ایران تلقی کرده‌اند که به علت همسویی کامل هند با سیاست تحریم آمریکا علیه ایران رخ داده است. از سوی دیگر به نوشتهٔ عبدالباسط پاکستان، از نزدیک شدن روابط ایران و چین و تضعیف همکاری هند با ایران در کریدور شمال-جنوب می‌تواند منتفع شود.
بر باور جاناتان فولتون، تحلیلگر اقتصادی و دیپلماسی مرکز برنامه‌های خاورمیانهٔ رفیق حریری، عربستان سعودی و امارات متحده عربی توافقات همکاری بلندمدت مشابهی با چین دارند. به‌طوری که عربستان مذاکراتی را از سال ۲۰۱۸ با محوریت محمد بن سلمان با چین آغاز کرده است. در نتیجه بر باور او چین راهبرد متوازنی در توسعه همکاری خود در منطقه خلیج فارس دارد و همزمان با هر دو سوی خلیج فارس در حال عقد موافقتنامه‌های راهبردی است.

### ورود نیروهای امنیتی چینی به ایران
همچنین به نوشتهٔ نشریه پترولیوم اکونومیست، این سرمایه‌گذاری، همراه با تخفیف در خرید نفت است و در اجرای طرح‌های توسعه به چین اولویت می‌دهد و امکان حضور پنج هزار نیروی امنیتی چینی در خاک ایران را فراهم می‌کند.

### اجرای طرح اینترنت ملی با همکاری چین
روز ۱۱ شهریور ۱۳۹۹، محمدصالح جوکار رئیس کمیسیون امور داخلی و شوراهای مجلس اسلامی (که پیش از حضور در مجلس به عنوان معاون پارلمانی سپاه فعالیت داشت) گفت در پیش‌نویس سند، بحث اینترنت ملی «تحت عنوان همکاری دو کشور در جهت توسعه فضای مجازی قید شده است» و تأکید کرد که در اینترنت ملی «به راحتی می‌توان در این بستر سایت‌ها و پایگاه‌های اطلاعاتی مخرب را فیلتر کرد.» حکومت ایران به دلایل بیشتر امنیتی و تحت عنوان «شبکه ملی»، درصدد عملی‌کردن طرحی برای جداکردن اینترنت داخلی (اینترانت) از اینترنت جهانی است.

### کاهش فشار بحران اقتصادی و تحریم آمریکا
به نوشته وال استریت ژورنال این توافقنامه از طریق ایجاد یک بانک همکاری میان ایران و چین به کاستن از فشار تحریم آمریکا کمک می‌کند. به نوشته روزنامه هاآرتز اسرائیل، بحران اقتصادی و فشار تحریم‌های ایالات متحده در دوره ریاست جمهوری ترامپ، سبب شد ایران به جای پذیرش شرایط آمریکا بیشتر به سمت همکاری با چین گرایش یابد و تصمیم به پذیرش این توافقنامه بگیرد. برای ایران این یک همکاری اقتصادی راهبردی و بلندمدت محسوب می‌شود و برای چین راهی برای دستیابی به بازار خاورمیانه و اروپا است.

## دیدگاه‌ها

### مخالفان و منتقدان
به گفتهٔ روزنامه شرق برخی کارشناسان اقتصادی و سیاسی بنابر دلایلی این قرارداد را نگران‌کننده می‌دانند و این دلایل را شامل عدم توانایی ایران در بازپرداخت بدهی، عدم توازن میان ایران و چین، موضع ضعف ایران در تحریم‌ها، نبود گزینه‌ای دیگر برای سرمایه‌گذاری و پیشینهٔ منفی چین در قراردادهای خود با ایران و دیگر کشورهای آسیایی و آفریقایی عنوان کرده است.
- رئیس‌جمهور آمریکا، جو بایدن در پایگاه هوایی دلاور آمریکا در پاسخ به خبرنگاری که از او پرسید «تا چه اندازه مشارکت پیش‌روی ایران و چین نگران‌کننده است» گفت: «سال‌هاست که نگران آن هستم.»[۱۱۸]

#### نگرانی از سکوت ایران از وضعیت مسلمانان در چین
علی مطهری در توییتی اعتراضی از سکوت حکومت ایران پیش از امضای توافق با چین از وضعیت مسلمانان چینی و نگهداری و شکنجهٔ آنان در اردوگاه‌های اجباری برای دست‌کشیدن از دین و فرهنگ خود انتقاد کرد. او همچنین با اشاره به «بی‌تفاوتی» حکومت ایران در قبال رفتار دولت چین با مسلمانان این کشور گفت: «چندی پیش علت سکوت ایران را از یکی از مقامات عالی وزارت امور خارجه پرسیدم. او گفت به دلیل نیاز اقتصادی مجبور به سکوت هستیم. گفتم مگر مجبورید رابطه با دیگر نقاط جهان را به این‌جا برسانید که در دامن چین بیفتید.» مطهری با انتقاد به نقض حقوق شهروندی مسلمانان توسط چین و رفتار مقامات جمهوری اسلامی بیان کرد: «مسئولان به علت نیاز اقتصادی به چین، چشمان خود را بر این ظلم آشکار بسته‌اند و سکوت اختیار کرده‌اند. اگر ادعای اصولگرایی و آرمان‌گرایی داریم نباید نسبت به این گونه مسائل بی‌تفاوت باشیم.».

#### نگرانی از ایجاد رابطه استعماری
روزنامهٔ جمهوری اسلامی در مقابل مسئولانی که «ملاحظات» و «تمایل» چینی‌ها را محور قرار می‌دهند، نوشته است: «درست در زمانی که بحث‌های مربوط به سند ۲۵ ساله ایران و چین مطرح است، چین آشکارا اعلام می‌کند نفت عربستان را جایگزین نفت ایران کرده است. درحالی که ما هنوز زخم‌های برجای مانده از تخلفات چین در قرارداد ارزی دوران دولت احمدی‌نژاد، که یک ترکمانچای ارزی بود، را بر تن داریم، نباید به قرارداد دیگری آن هم ۲۵ ساله با چین تن بدهیم». این روزنامه همچنین اشاره می‌کند که: «گفته‌اند چین نگران است که شاید اعلام آشکار محتوای این سند، موجب کارشکنی آمریکا شود. اگر واقعاً چینی‌ها چنین نگرانی عجیبی دارند، همین کافی است که نتیجه بگیریم آن‌ها قابل اعتماد نیستند. کشوری که ادعای ابرقدرتی دارد، چرا از کارشکنی آمریکا نگران است؟ نگران خودش هست یا ایران؟» همچنین مایکل روبین، کارشناس امور ایران و پژوهشگر مؤسسه «آمریکن اینترپرایز» در واشینگتن، در مطلب تحلیلی در مجله «نشنال اینترست» می‌نویسد: «هرگونه توافقی میان دولت ایران و چین که اجازه اجاره بلندمدت خاک ایران را بدهد، موجب برانگیخته‌شدن خشم عمومی مردم ایران و بخش عمده‌ای از طیف سیاسی آن کشور خواهد شد.» وی در ادامه می‌نویسد «هر توافقی با چین در بلندمدت موجب پشیمانی ایران خواهد شد.» همین‌طور وزارت خارجهٔ آمریکا بیان کرد که «حزب کمونیست چین تنها خواستار استفاده از منابع طبیعی ایران برای پیشبرد اهداف سلطه‌گرایانه خود در دریای جنوبی چین و قلدری برای کشورهای دیگر در منطقه است. طبعاً، تهران مخالفتی نخواهد داشت زیرا رژیم از همان ارزش‌های استبدادی پکن پیروی می‌کند.» وزیر امور خارجی مایک پمپئو در تویتر خود نوشت قرار داد بلندمدت ایران چین دلیل برای ادامه دادن تحریم نظامی ایران است. رضا پهلوی نیز در ۱۷ تیر ۱۳۹۹ «برنامهٔ ۲۵ ساله همکاری‌های جامع ایران و چین» را «ننگین» و «بی‌اعتبار» توصیف کرد و نتیجهٔ عقد این قرارداد را «تاراج منابع طبیعی ایران و پذیرش ارتش بیگانه» در خاک کشور دانست. وی همچنین تأکید کرد: «قرارداد ۲۵ساله با چین، قراردادی از موضع ضعف و خیانتی انکارناپذیر به منافع ملی ایران است.»

#### تضییع منافع ملی ایران
محسن سازگارا با انتقاد انحصاری بودن این قرارداد می‌گوید که «منافع ملی ما در گرو این است که با همه دنیا رابطه خوب داشته باشیم، سفره کشورمان را یکجا جلوی هیچ کشوری باز نکنیم و یک دولت مستقل و ملی بر اساس منفعت مردم و کشور ایران، هر نوع همکاری مفیدی را با هر کشور و شرکتی در پیش گیرد؛ یعنی از میان کشورها و کمپانی‌های گوناگون، یک به یک بهترین را انتخاب کند نه اینکه با یک طرف دنیا بر اساس آمریکاستیزی و غرب‌ستیزی و رؤیای محو اسرائیل در حال قهر و دعوا باشد و به این بهانه برود در کام یک اژدهای بدسابقه؛ بنابراین قابل پیش‌بینی است که این همکاری پیشاپیش یک یوغ بندگی و بردگی بر گردن ایران خواهد انداخت. به‌ویژه اینکه چین هر جا رفته، با حقه‌بازی دام بدهی درست کرده و با زور و کشتی جنگی بنادر را با اجاره ۹۹ ساله تسخیر کرده و حتی در حد استعمارگران قرن نوزدهم هم منصف نبوده و فقط به غارت منابع پرداخته است.» وی گفت با این قرارداد، کلید ایران تقدیم چین می‌شود و به این دلیل باید خیانت بزرگی محسوب شود.

#### نامه ۷۴ فعال سیاسی و مدنی
روز ۵ آبان ۱۳۹۹، ۷۴ فعال سیاسی و مدنی داخل و خارج از کشور در نامه‌ای سرگشاده به رهبران چند کشور جهان و دبیرکل سازمان ملل اعلام کردند که توافقنامه بین ایران و چین «تهدیدی برای صلح و ثبات جهانی است». در این نامه که خطاب به رهبران آمریکا، هند، ژاپن، استرالیا، نیوزیلند، انگلستان، فرانسه، آلمان و دبیرکل سازمان ملل نوشته شده، ایران و چین دو رژیم «توتالیتر» معرفی شده و توافق بین دو کشور «یک گام بزرگ برای دولت کمونیست چین» توصیف شده است. نویسندگان نامه با بیان این‌که «همکاری نظامی سطح بالا بین دو رژیم وجود دارد» گفته‌اند که «چین و ایران در حال کار بر روی معامله بزرگ تسلیحاتی هستند» و «ما بار دیگر به نقطه تقابل میان ملت‌های دمکراتیک و حکومت‌های توتالیتر رسیده‌ایم که می‌خواهند نظم جهانی را تغییر دهند». آنان در نامه از این توافقنامه به عنوان «اتحاد شوم بین کمونیسم و اسلام سیاسی» نام بردند که به گفتهٔ آن‌ها، «پیامدهای فاجعه‌بار بسیاری را برای مردم ایران و جامعه جهانی به همراه خواهد داشت». به نوشتهٔ آنان، یکی از پیامدهای این توافق «افزایش قابل توجه نفوذ چین و جمهوری اسلامی در منطقه» خواهد بود و «با انجام این کار، دو رژیم در راستای جاه‌طلبی‌های ژئوپلیتیکی خود که به دنبال کنترل مکان‌های کلیدی استراتژیک هستند، حمایت از سازمان‌های تروریستی را افزایش می‌دهند» و به همین دلیل، «این اتحاد خطرناک یک تهدید استراتژیک مهم برای صلح و ثبات جهان خواهد بود». در این نامه با اعلام این‌که «مردم ایران بارها نشان داده‌اند که متحد واقعی دنیای آزاد هستند» از رهبران آمریکا، هند، ژاپن، استرالیا، نیوزیلند، انگلستان، فرانسه، آلمان و دبیرکل سازمان ملل خواسته شده که «برای پشتیبانی از خواست مردم ایران که به دنبال گذار به دور از خشونت و گذر به سوی دموکراسی در چارچوب حاکمیت قانون هستند، به یک ائتلاف بین‌المللی بپیوندید».

### پشتیبانان
- شی جین پینگ با اشاره به مزیت‌های فراوان «جغرافیایی، انسانی و انرژی ایران» گفت: اقتصاد چین و ایران مکمل یکدیگر هستند و در این سفر درخصوص برنامه‌ریزی برای همکاری استراتژیک ۲۵ ساله به توافق رسیده‌ایم و آمادهٔ گسترش و تعمیق همکاری‌ها در بخش‌های فرهنگی، آموزشی، فناوری، نظامی و امنیتی در سطح شرکای راهبردی هستیم.[۱۳۲]
- سید علی خامنه‌ای، رهبر جمهوری اسلامی ایران در دیدار با رئیس‌جمهور چین اشاره به «تمایل و نگاه به شرق در ایران» در مقابل غرب کرد و روابط استراتژیک ۲۵ ساله با چین را «کاملاً درست» و «حکمت آمیز» دانست. وی همچنین در یک سخنرانی دربارهٔ این توافق گفت: «ما از امکانات دوستان قدرتمندمان در دنیا استفاده خواهیم کرد».[۱۳۳][۱۳۴][۱۳۵]
- محمدجواد ظریف، وزیر امور خارجه: «این یک پیشنهاد برای روابط ۲۵سالهٔ میان دو کشور است و هنوز بندهای آن نهایی نشده است.»[۸] در مقابل، غلامرضا مصباحی‌مقدم، عضو مجمع تشخیص مصلحت نظام اعلام کرد که سند همکاری ۲۵ ساله با چین قبل از تحریم‌ها و زمانی شکل گرفته است که رهبر جمهوری اسلامی پیام خاصی و فرد خاصی را به چین فرستاده و با رئیس‌جمهوری چین گفتگو کرده و تا پیش از این، این عزم در رفتار دولت روحانی در رابطه با روسیه و چین وجود نداشته است.[۵۳]
- علاوه بر دولت و رسانه‌های مرتبط با آن، سپاه پاسداران و رسانه‌های آن از مهم‌ترین حامیان این قرارداد هستند.[۱۳۶][۱۳۷][۱۳۸]
- شماری از نشریات عربی از جمله نشریه «الاخبار» نزدیک به حزب‌الله لبنان، از این قرارداد به‌شدت استقبال کرده‌اند.[۹۵]
- رئیس گروه اقتصادی دفتر رهبر جمهوری اسلامی از این توافقنامه دفاع کرده و می‌گوید، ایران برای رشد اقتصادی به چین به عنوان «مشتری راهبردی» نفت نیاز دارد.
- به گزارش پایگاه معاون‌اول رئیس‌جمهور ایران، او در نشستی در وزارت خارجه ایران گفت: «باید با شهامت از توسعه روابط راهبردی کشورمان با پکن دفاع کنیم و وزارت خارجه می‌تواند در حوزه‌های مختلف از انرژی تا فناوری روی این تفاهم‌نامه کار کند.»
- لطف‌الله دژکام امام جمعه شیراز در خطبه‌های نماز جمعه ۲۷ تیرماه شیراز ابتدا به مسئولین هشدار داد و اعلام کرد که «رفتار ایران به منزله یک کشور اسلامی، باید بر اساس قرآن باشد و از رفتارهای احساسی دوری گزید.»[۱۳۹][۱۴۰][۱۴۱]
- دستیار ویژه رئیس مجلس شورای اسلامی مدیرکل امور بین‌الملل حسین امیر عبداللهیان در یک مصاحبه: آمریکایی‌ها نمی‌توانند روابط تهران و پکن، تهران- مسکو، تهران- بغداد و برخی کشورهای همسایه را تحمل کنند چینی‌ها به صراحت اعلام کردند برای مناسبات خارجی با دیگر کشورها، اجازه دخالت طرف‌های دیگر را نخواهند داد.[۱۴۲]

## واکنش‌های مردمی

### تجار و بازاریان
برای بازرگان و تجار هزینه پایین و سود خالص مهمترین عامل تعیین کننده است از همین رو بسیاری از تجار بخش خصوصی به همکاری با چین و فراهم شدن بسترهای مالی و گسترش مراودات بانکی علاقمند هستند.

### اعتراضات
در اعتراض به این توافقنامه روز دوشنبه در برخی از شهرها مانند تهران در جلوی مجلس جمهوری اسلامی، کرج و اصفهان مردم تجمع کرده و شعارهایی سر دادند از جمله: «ایران فروشی نیست»، «می‌جنگیم، می‌میریم ایرانو پس می‌گیریم»

### در اینترنت
برخی ایرانیان در فضای مجازی، به شدت از این پیمان‌نامه، خشمگین شده و آن را سرآغاز «استعمار چین» می‌دانند. کاربران شبکه‌های اجتماعی، موفق شدند در یک بازهٔ ۲۴ ساعته، هشتگ انگلیسی #IranNot4SELLnot4RENT را ۱۷ هزار بار، توییت کنند. هشتگ «#ترکمانچای_چینی» نیز ۱۰ هزار بار، توییت شد (که به قرارداد ترکمان‌چای و واگذاری بخش‌های بزرگی از ایران به امپراتوری پیشین روسیه، اشاره دارد).
این گونه واکنش‌ها به حکومت کمونیستی چین، پیشینه داشته است؛ از جمله، پس از آغاز رفع تحریم‌های بین‌المللی بر ضد ایران در سال ۲۰۱۶ میلادی، گروهی از کاربران شبکه‌های اجتماعی، کارزاری را برای «تحریم اجناس چینی» به راه انداختند. پیش‌تر هم در دورهٔ جنبش سبز ایران، گروهی از معترضان به نتایج انتخابات ریاست‌جمهوری، شعار «مرگ بر چین»، داده بودند؛ زیرا عقیده داشتند که چین، تجهیزات ضد شورش و فناوری شنود و ردیابی مخالفان را در اختیار حکومت جمهوری اسلامی ایران، قرار داده است.

## برای مطالعهٔ بیشتر
- رویکرد آمریکایی به قرارداد ۲۵ سالهٔ ایران و چین از مؤسسهٔ مطالعات و تحقیقات بین‌المللی تهران[۱۴۷]
- قرارداد ۲۵ سالهٔ راهبردی جمهوری اسلامی با چین و قراردادهای مشابه آن[۱۴۸]